# Archiearis okanoi
Archiearis okanoi là một loài bướm đêm trong họ Geometridae.